# クローガー

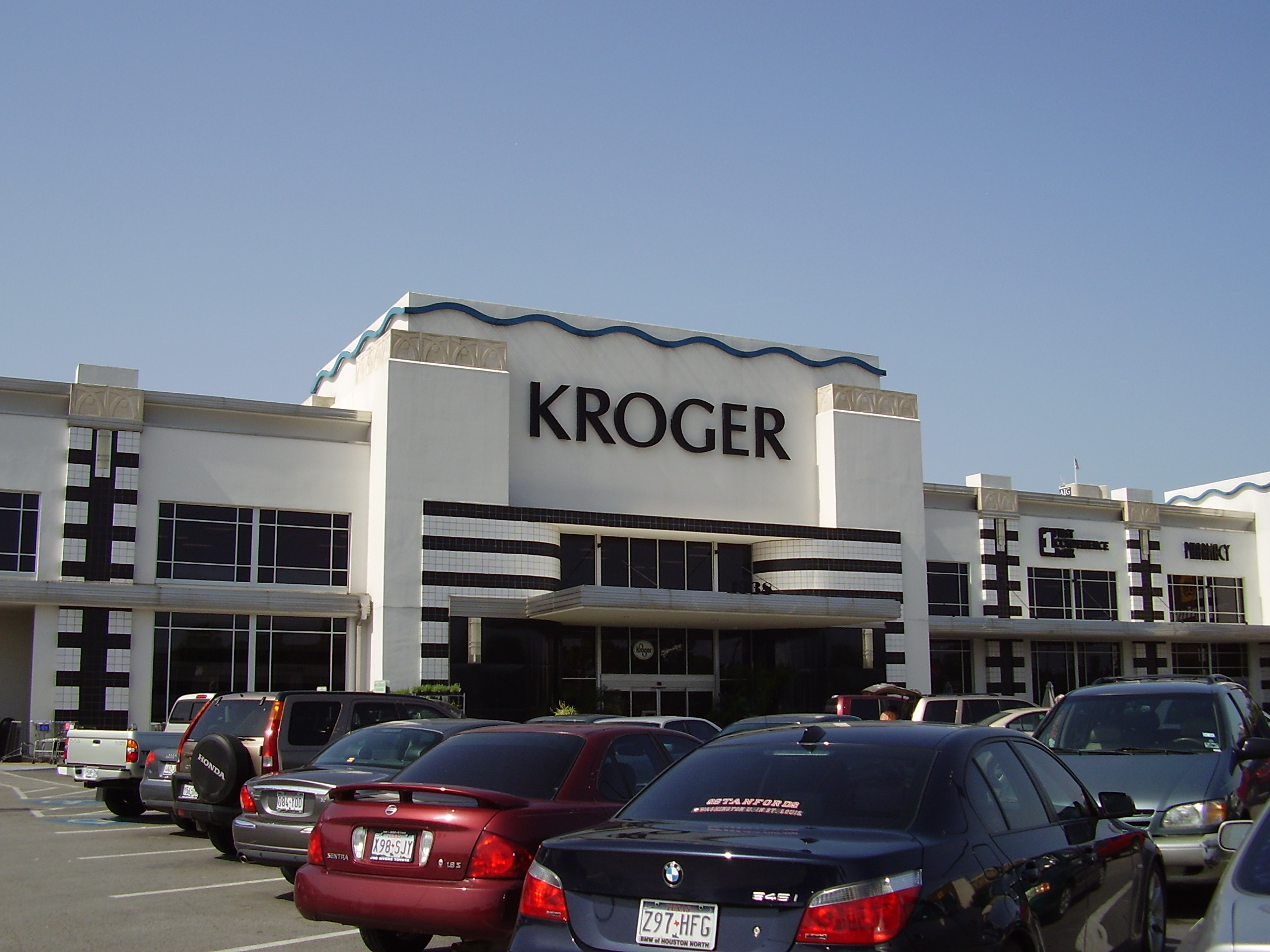
クローガーの店舗

クローガー(Kroger、NYSE:KR)は1883年にオハイオ州シンシナティにバーナード・ヘンリー・クローガーによって設立されたアメリカ合衆国のスーパーマーケットチェーンおよび持株会社である。アメリカの食品雑貨販売業において、ウォルマートやホームデポと共に大手企業の一角となっている。スーパーマーケットに加え、ガソリンスタンドも営業している。2022年10月14日、 アルバートソンズを買収することで合意。

## チェーン店
- Baker's Supermarkets|Baker's （ネブラスカ州）
- Cala Foods and Bell Markets （カリフォルニア州）
- City Market （コロラド州、ニューメキシコ州、ユタ州、ワイオミング州）
- Dillons （カンザス州）
- Food 4 Less and Foods Co. （カリフォルニア州、イリノイ州、インディアナ州、ネバダ州）
- Fred Meyer （アラスカ州、アイダホ州、オレゴン州、ワシントン州）
  - Fred Meyer Marketplace （アラスカ州、オレゴン州、ワシントン州）
  - Fred Meyer Northwest Best （オレゴン州、ワシントン州）
- Fred Meyer Jewelers
  - Littman Jewelers
  - Barclay Jewelers
  - Fox's Jewelers
- Fry's Food and Drug （アリゾナ州）
  - Fry's Marketplace （アリゾナ州）
- Gerbes （ミズーリ州）
- Hilander （イリノイ州）
- JayC Food Stores （インディアナ州）
- King Soopers （コロラド州、ワイオミング州）
- Kroger
  - Kroger Marketplace （オハイオ州、ケンタッキー州）
- KwikShop （カンザス州、ネブラスカ州）
- Loaf 'N Jug
- Owen's Market （インディアナ州）
- Pay Less Food Markets （インディアナ州）
- Quality Food Centers aka QFC （オレゴン州、ワシントン州）
- Ralphs （カリフォルニア州）
  - Ralphs Marketplace （カリフォルニア州）
- Smith's Food and Drug （アリゾナ州、アイダホ州、モンタナ州、ネバダ州、ニューメキシコ州、ユタ州、ワイオミング州）
  - Smith's Marketplace （ユタ州）

## 銃へのスタンス
- 2018年 - 武器や銃弾のビジネスから完全撤退。
- 2019年9月3日 - 同業他社のウォルマートが、銃乱射事件を受けて客に武器（銃）を見えるような形で店内に持ち込まないよう求めるとクローガーも即日、追従した[6]。